# Acuario público

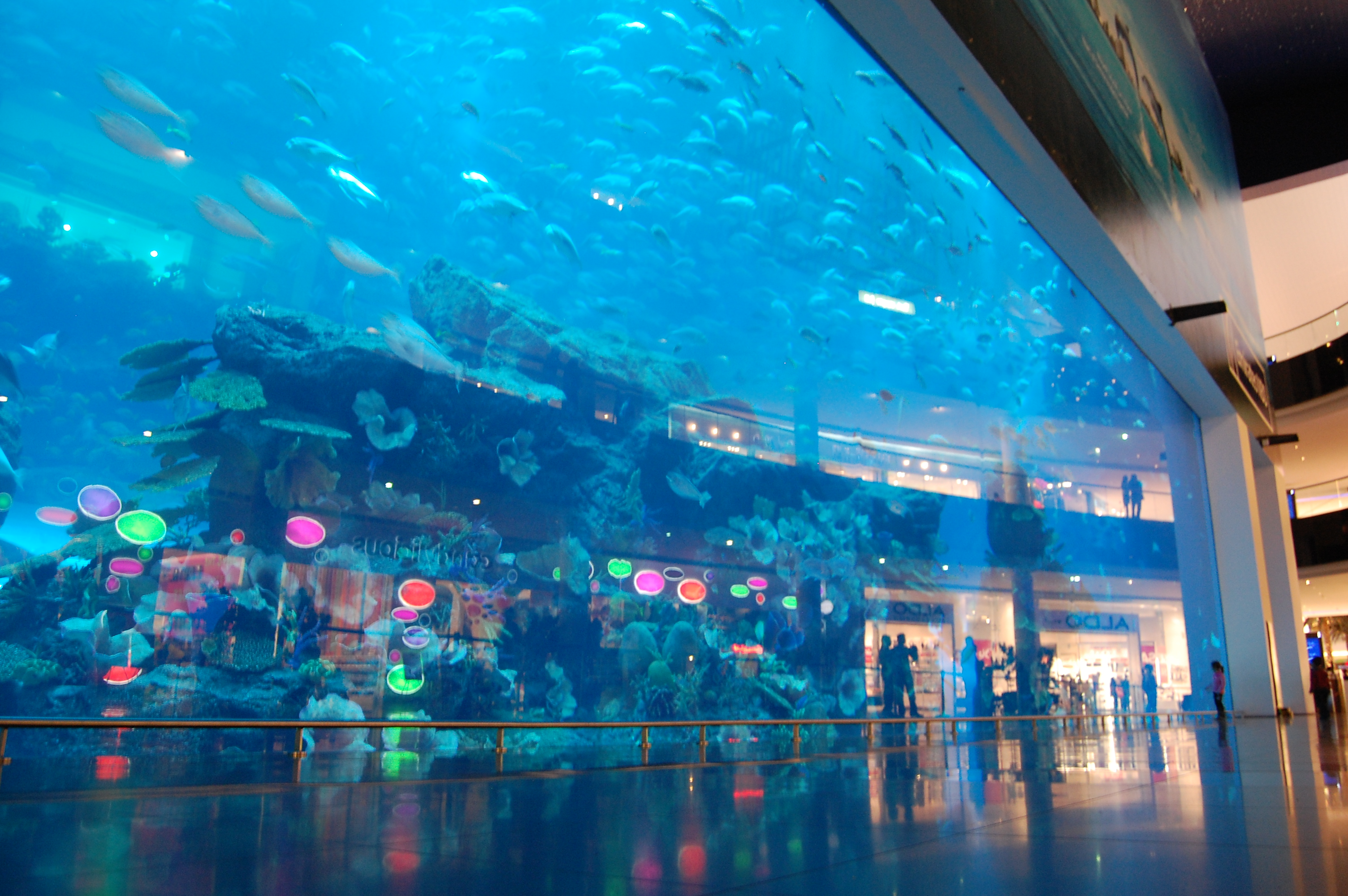
Dubái Mall Aquarium, el más grande del mundo.

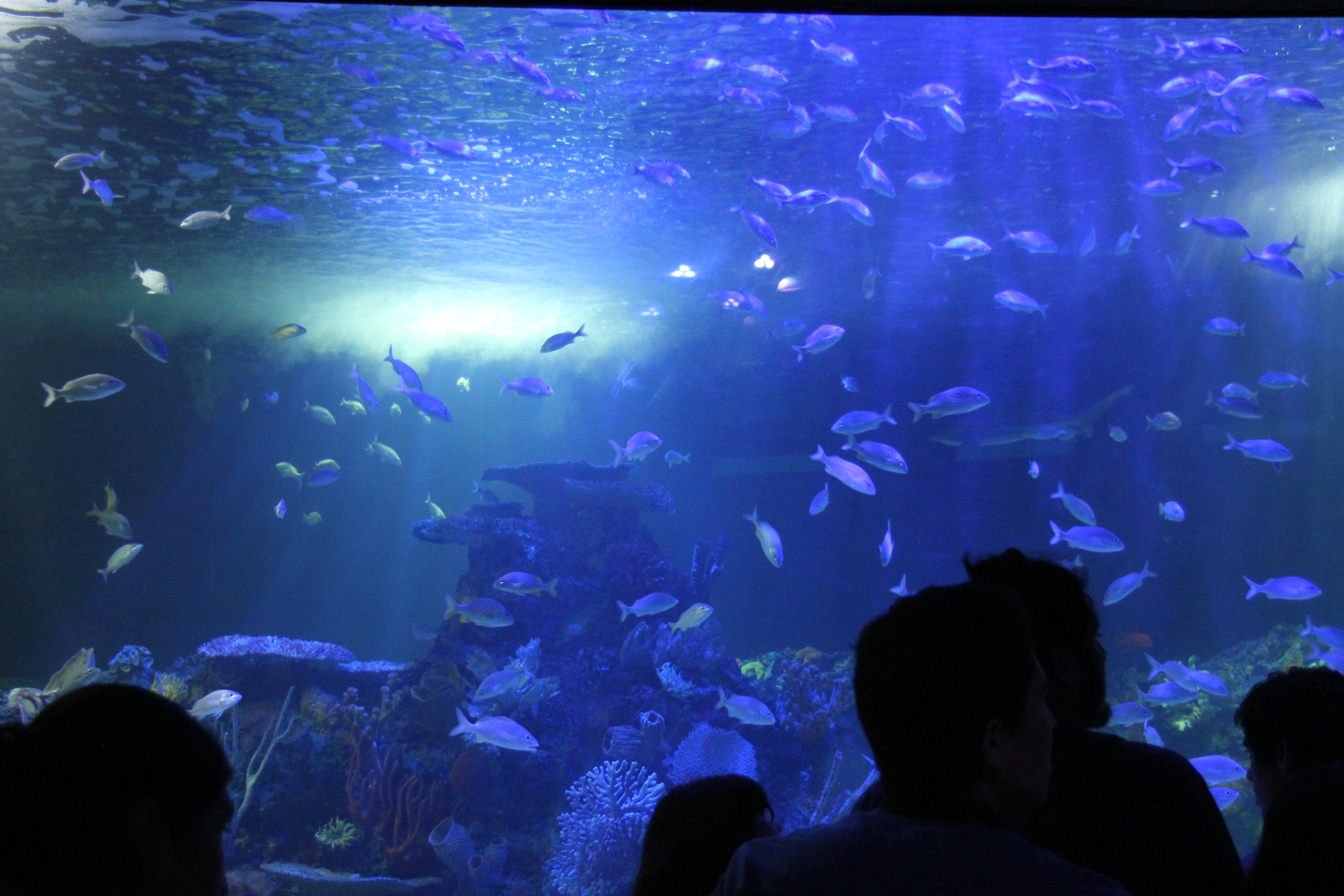
Acuario Inbursa en la Ciudad de México

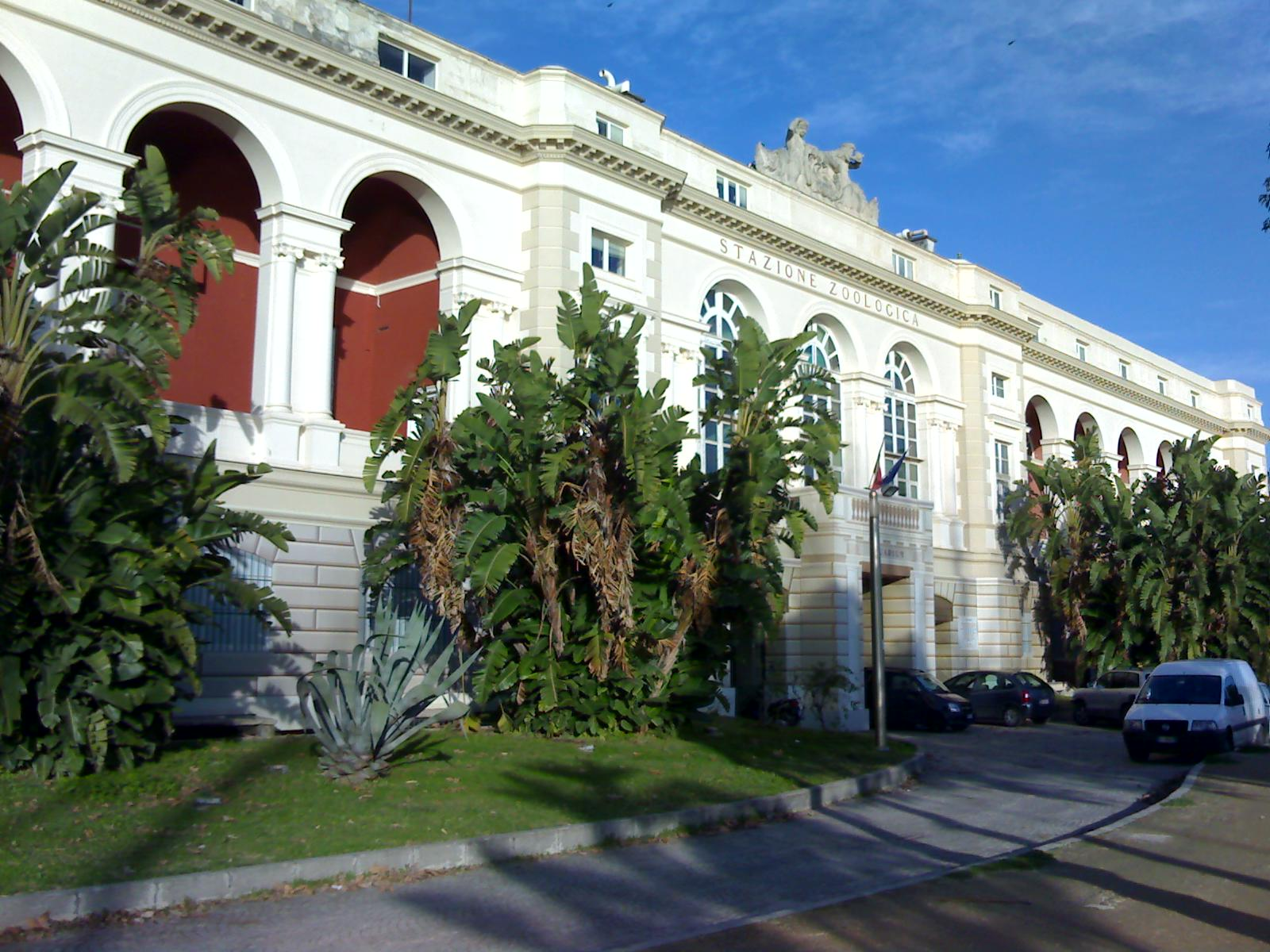
Estación Zoológica de Nápoles

Un acuario público, aquarium, o acuárium, es una instalación abierta al público cuyo interior aloja especies acuáticas en peceras o acuarios. La mayor parte de los acuarios públicos presentan una determinada cantidad de tanques de poca capacidad, así como uno o más depósitos mayores. Los depósitos más grandes tienen una capacidad de varios millones de litros de agua y pueden albergar especies de gran porte, incluyendo delfines, tiburones o ballenas. Los animales semiacuáticos (nutrias, pingüinos, etc) también pueden ser albergados por acuarios públicos.
Desde el punto de vista operacional, un acuario es similar en muchos aspectos a un zoológico o museo. Varios acuarios tienen exposiciones especiales para tocar e interactuar con las especies, además de su colección permanente; por ejemplo, el Monterey Bay Aquarium, en California, tiene un depósito superficial lleno de tipos comunes de rayas, y el público puede tocar sus pieles cuando pasan.
Como los zoológicos, los acuarios normalmente tienen un cuerpo especializado de investigadores que estudia las costumbres y la biología de sus especímenes. En los últimos años, los grandes acuarios han estado intentando adquirir y criar diversas especies de peces de océano abierto, e incluso cnidarios (medusas, por ejemplo), una tarea difícil puesto que estas criaturas nunca antes han encontrado superficies sólidas como las paredes de un depósito, y no han adquirido el instinto para apartarse de las paredes en lugar de chocar contra ellas.

## Etimología
La palabra aquarium es un préstamo lingüístico procedente del latín, formado por la palabra aqua, que significa 'agua', más el sufijo -arium, que indica un lugar para guardar cosas, en este caso el agua.

## Historia
El primer acuario público abrió en Regent's Park, Londres, en 1853, mientras que el más antiguo aún activo en Europa (1874) se encuentra en la Estación Zoológica de Nápoles, Italia. Phineas Taylor Barnum le siguió rápidamente con el primer acuario estadounidense, abierto en Broadway, Nueva York. La mayor parte de los acuarios públicos se localizan cerca del océano, para tener un suministro constante de agua de mar natural. Un acuario pionero de interior fue el Shedd Aquarium de Chicago, que recibía el agua de mar transportada por ferrocarril.
En enero de 1985, Kelly Tarlton empezó la construcción del primer acuario en incluir un gran túnel acrílico transparente, en Auckland, Nueva Zelanda, una tarea que necesitó 10 meses y costó tres millones de dólares neozelandeses. El túnel de 110 m se construyó con hojas de plástico de fabricación alemana que se conformaban allí en un gran horno. Actualmente, una cinta mecánica transporta a los visitantes, y los grupos de escolares ocasionalmente pasan la noche allí, bajo los tiburones y las rayas.

## Otros datos de interés
A menudo, algunos acuarios públicos se afilian a instituciones superiores de investigación oceanográfica importantes o conducen sus propios programas de investigación, y normalmente (aunque no siempre) se especializan en las especies y ecosistemas que se pueden encontrar en las aguas locales. Un ejemplo es el Acuario de Arrecifes de Coral en Xcaret, México, que cuenta con programas de reproducción y propagación de especies de coral amenazadas en el mar Caribe.
En España, se suelen denominar como "aquarium". Entre estos destaca el Oceanogràfic, con el mayor volumen en Europa, con 6,9 millones de litros de agua. El Acuario de Georgia, Estados Unidos, con 24 millones de litros es uno de los más grandes del mundo, aunque el más grande del mundo es el Dubái Mall Aquarium.

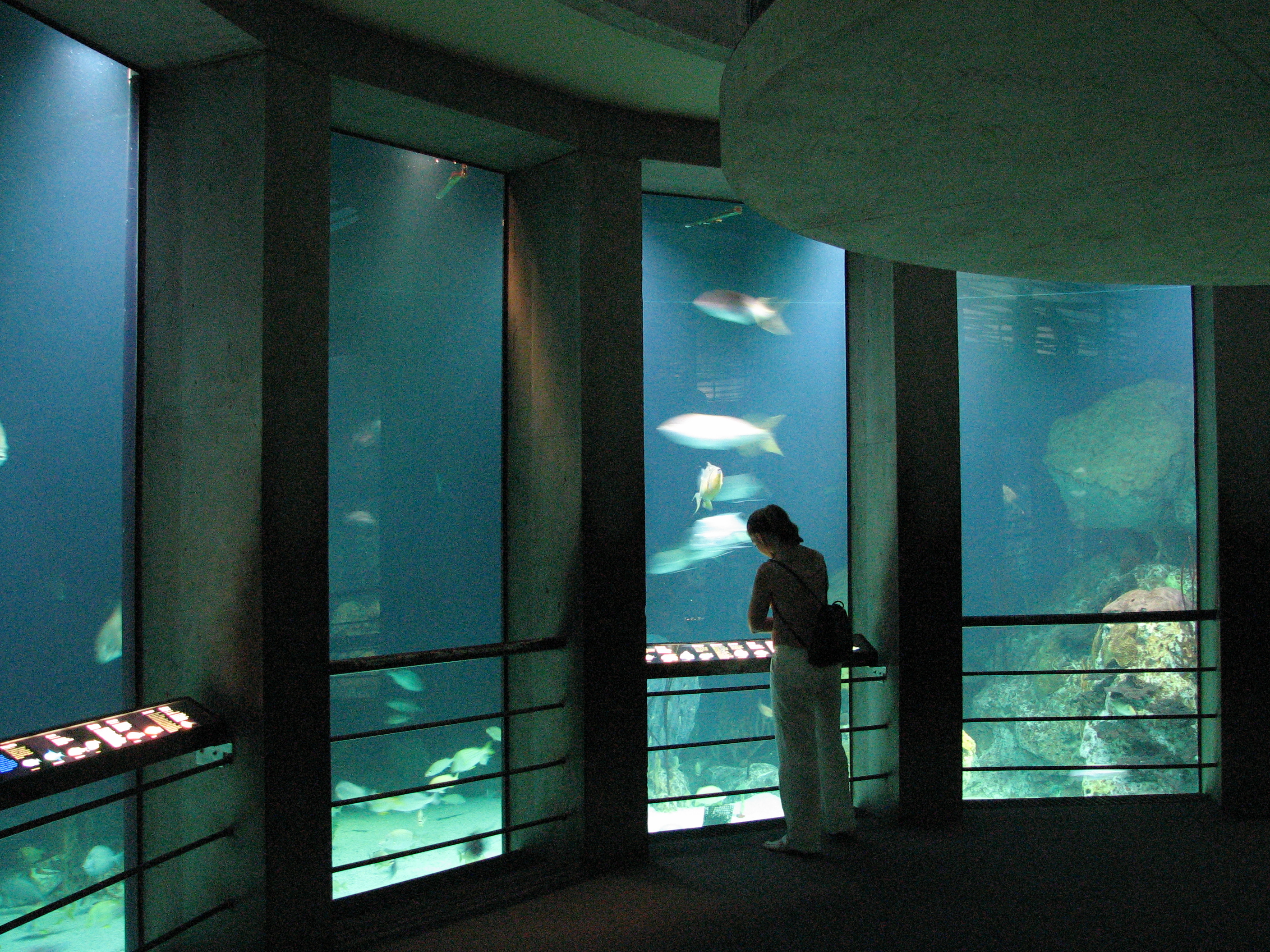
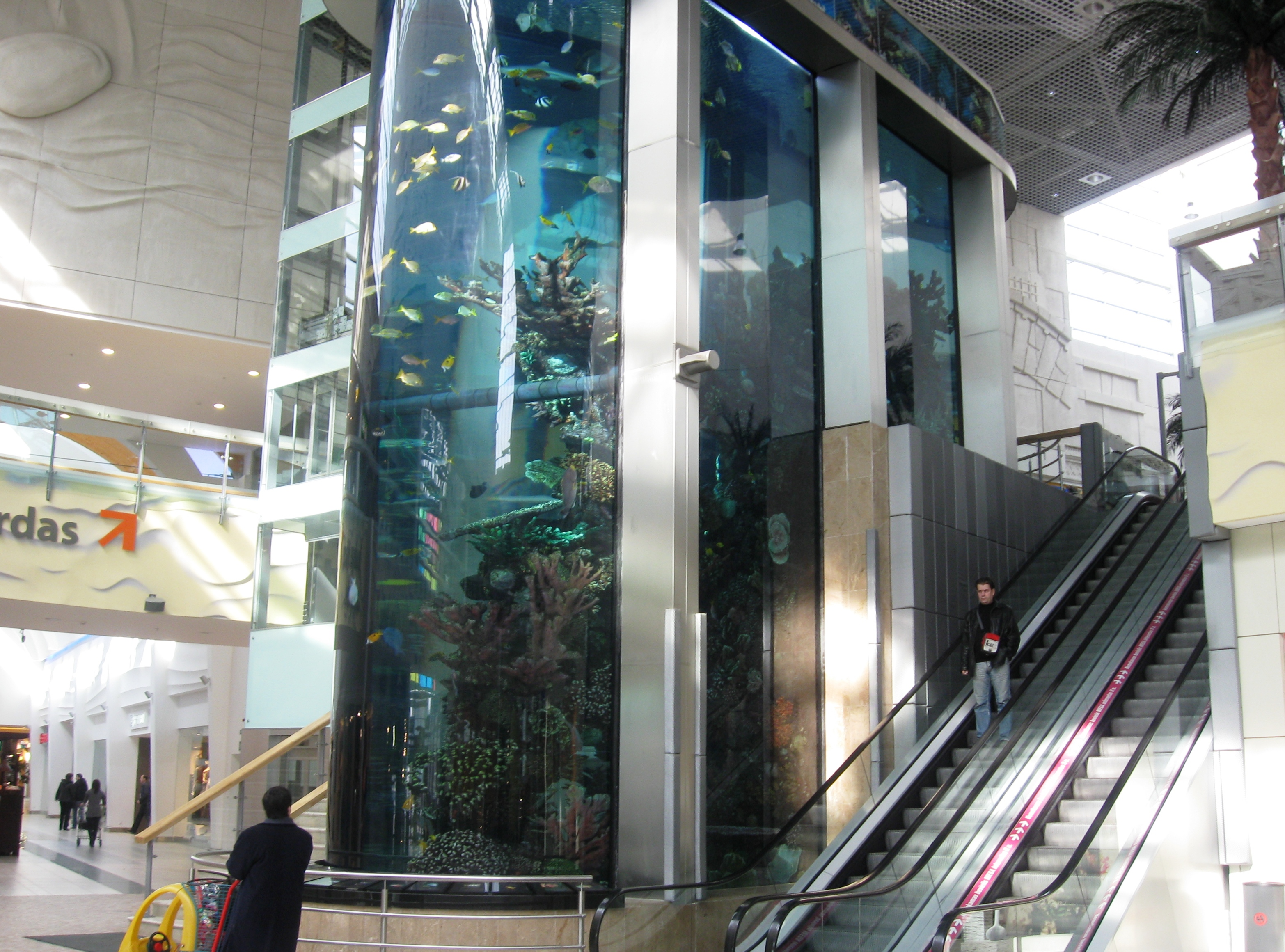
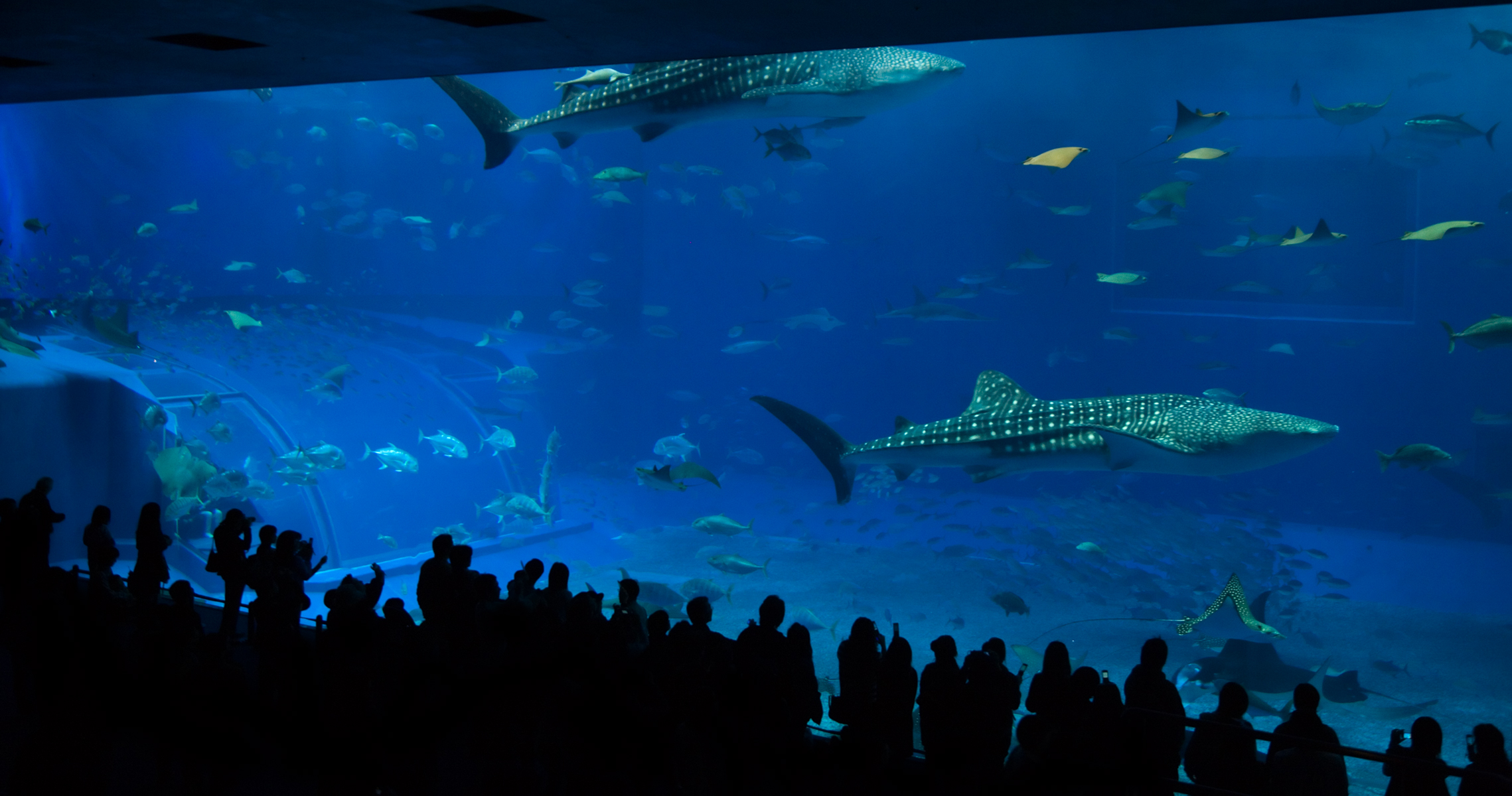
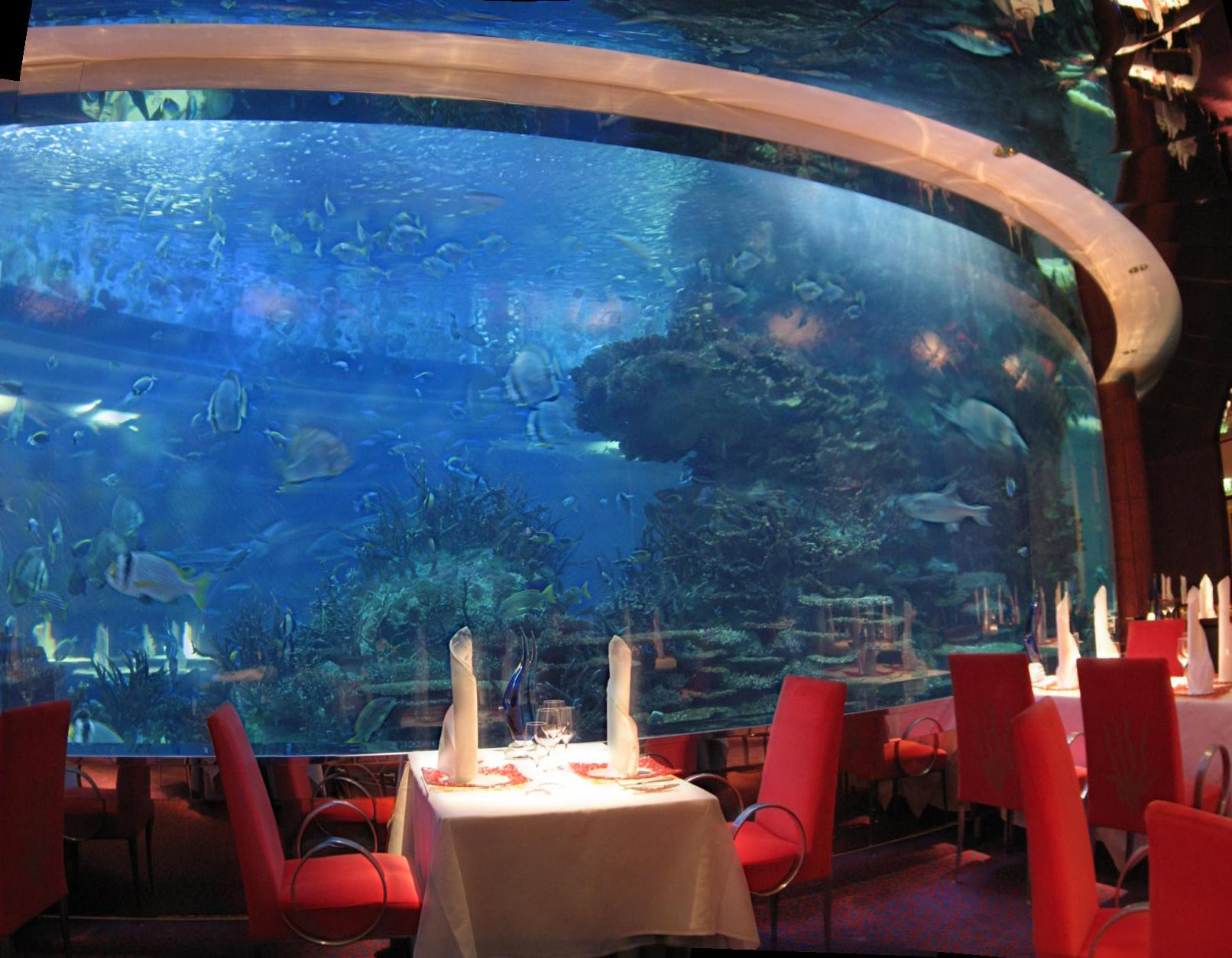
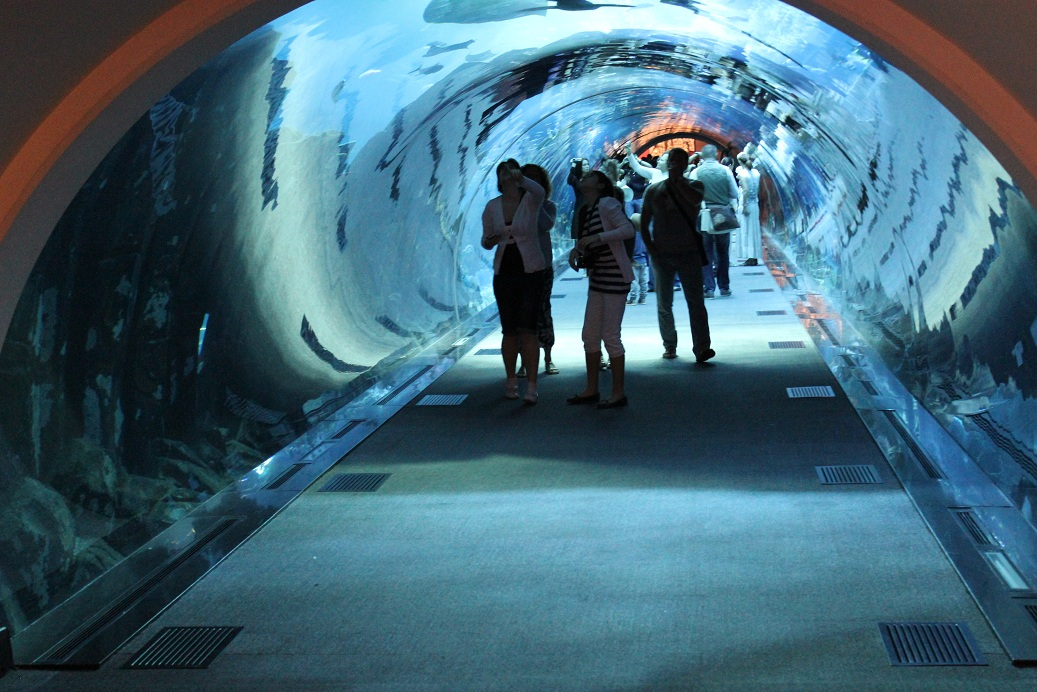

## Algunos aquariums
La siguiente es una lista no exhaustiva de acuarios:
- Islas Corales del Rosario
- Acuario The Living Planet
- Acuario de Alejandría
- Acuario de Asamushi
- Acuario de Bangalore
- Acuario de Bangkok
- Acuario de Bergen
- Acuario de Dinamarca
- Acuario de Estambul
- Acuario de Génova
- Acuario de Gdynia
- Acuario de Key West
- Acuario de Nápoles
- Acuario de Natal
- Acuario de Quebec
- Acuario de Rayong
- Acuario de Rodas
- Acuario de Taraporewala
- Acuario de Toba
- Acuario de Waikiki
- Acuario de Wasserbillig
- Acuario de la Florida
- Acuario de la isla de Mactán
- Acuario de vida marina de Kelly Tarlton
- Acuario del COEX
- Acuario del estado de Texas
- Acuario del muelle de Santa Mónica
- Acuario marino de Cabrillo
- Acuario marino nacional de Namibia
- Acuario nacional de Nueva Zelanda
- Acuario oceánico de Shanghái
- Acuario y centro de exhibiciones de Long Island
- Acuario y museo de historia natural de Cracovia
- Acuario y museo del Río Miño
- Acuario Nacional de Malta